# Saint-Léonard-de-Portneuf
Pour les articles homonymes, voir Saint-Léonard et Portneuf.
Saint-Léonard-de-Portneuf est une municipalité dans la municipalité régionale de comté de Portneuf au Québec (Canada), située dans la région administrative de la Capitale-Nationale.

## Toponymie
Cette ville est nommée en l'honneur de Léonard de Port-Maurice.

## Histoire
Dès la fondation de Saint-Raymond en 1842, plusieurs colons allèrent s'installer dans ce qui s'appelait alors la concession Chapamanchoine (d'où on attend l'orignal). En 1895 125 familles demandèrent la construction d'une église plus près de chez eux. En 1898 cette église était construite, et en 1899 la municipalité était fondée sous le nom de Paroisse de Saint-Léonard-de-Port-Maurice, nom qui fut changé en 1950 en Municipalité de Saint-Léonard de Portneuf.

## Géographie
Saint-Léonard-de-Portneuf est située dans une région de rivières et de lacs à quelques kilomètres à l'ouest de Saint-Raymond. On y trouve de nombreux chalets. La route 367 traverse la municipalité du sud-est (Saint-Raymond) au nord-ouest (Rivière-à-Pierre). 
La rivière Sainte-Anne délimite le sud de la municipalité en coulant vers le sud-ouest.
À partir du lac de l'Oasis, dans le nord-ouest, la rivière Jacquot coule vers le sud-ouest.

## Démographie
| 1981  | 1986 | 1996 | 2001  | 2006  | 2011  | 2016  | 2021  |
| ----- | ---- | ---- | ----- | ----- | ----- | ----- | ----- |
| 1 059 | 994  | 988  | 1 010 | 1 046 | 1 019 | 1 113 | 1 140 |

## Administration
Les élections municipales se font en bloc pour le maire et les six conseillers.
| Saint-Léonard-de-Portneuf Maires depuis 2003                                                                         |                |         |          |
| Élection | Maire          | Qualité | Résultat |
| 2003 | Denis Langlois |         | Voir     |
| 2005 | Denis Langlois | Voir    |          |
| 2009 | Denis Langlois | Voir    |          |
| 2013 | Denis Langlois | Voir    |          |
| 2017 | Denis Langlois | Voir    |          |
| 2021 | Archill Gladu  |         | Voir     |
| Élection partielle en italique Depuis 2005, les élections sont simultanées dans toutes les municipalités québécoises |                |         |          |

## Société et culture
À chaque année au mois d'août se tenait le Festival du lin jusqu'en 2008 où il n'y eut plus de festival. Un retour du festival à cependant eu lieu en août 2024, il est incertain s'il y aura d'autres éditions dans les années à venir.